# Kamphund
Kamphund, en hund der er stærk og aggressiv, fremavlet og trænet til brug i arrangerede hundekampe.
Begrebet "kamphund" har været kendt og anvendt længe. I tysk litteratur beskrives begrebet eksempelvis i etymologisk ordbog i år 1836. I den danske presse bragte formiddagsbladet Ekstra Bladet eksempelvis den 10. juni 2000 en artikel, hvor begrebet "kamphund" blev benyttet. Begrebet "kamphund" blev også anvendt i det danske Folketing i forbindelse med behandling af forslag til lov om ændring af lov om hunde i år 2013, hvor begrebet "kamphund" blev anvendt synonymt med begrebet "muskelhund".
På engelsk kaldes kamphunde for figthing dogs.
Forfatteren Stanley Coren definerer kamphunde som en gruppe af kamphunde eller arbejdende terriere, der er selektivt avlet og trænet fra en meget tidlig alder til at udvikle træk af iver til trods af truslen om skade. Hunde, der viser disse træk kan også beskrives som udholdende, parat og villig, fuld af kamp, eller modig.
Kamphunde, der er født, købt eller stjålet med henblik på hundekampe er ofte negligeret og misbrugt allerede fra hvalpestadiet.
Hundekampe med kamphunde er en kæmpe pengemaskine. Alene i Italien omsætter denne industri næsten 500 millioner dollar om året for den italienske mafia.
I kamphunde kulturen anvendes anabolske steroider til at forøge muskelmassen på kamphundene. Foruden at udvikle hunden til en "muskelhund" gives anabolske steroider med henblik på at gøre hunden aggressiv.

## Hundekampes historie
Brugen af hunde mod løver, vildsvin, tyre og mennesker kan dateres mere end 3000 år tilbage. Store tyrehunde var bredt brugt i middelalderen til at assistere slagterne med at bringe tyrene til markedspladsen. Tyre-kampe mod hunde som ”underholdning” kan spores tilbage til det 13. århundredes England. En anden tidsfordriv var bjørne-kampe mod hunde af racen bulldog. Selvom hunde fra forskellige racer har kæmpet mod hinanden gennem årstider, startede de populære hundekampe i forbindelse med forbuddet af tyre-mishandling og bjørne-mishandling i England i 1835.
I Amerika startede hundekampe med Mastiff og andre store racer i 1750’erne. Mage af disse kamphunde var importeret fra England og Irland.
En af de mest populære hundekampe arrangementer forgik i Kit Burns’s Sportsman’s Hall i New York. I 1868 blev Kit Burns’s Sportsman’s Hall ransaget af statslige autoriteter fra det nyoprettede American Society for the Prevention of Cruelty to Animals (ASPCA), den første lov i Amerika mod hundekampe. Til trods for dette fortsatte hundekampe i større byer såsom Philadelphia, Boston og Chicago.
I 1898 blev United Kennel Club (UKC) etableret som et register for pit bulls, "American Pit Bull Terriers" (APBT) med henblik på at spore blodlinerne. Desuden udarbejdede organisationen et standard reglement for hundekampe for at forebygge snyd og svindel. I 1940’erne adopterede UKC, und er pres fra American Kennel Club (AKC), politikken mod hundekampe fra AKC. I 1909 blev American Dog Breders Association (ADBA) etableret med henblik på, at registrere pit bulls. Ligesom UKC adopterede ADBA fra AKC følgende en politisk erklæring i 2006, citat:
| Citat | does not condone or encourage the use of dogs for any illegal activity including dogfighting. | Citat |
|       |                                                                                               |       |

Trods forbudslovgivning fortsatte hundekampe med at ekspandere i USA i det 20. århundrede. Nationens største dyrebeskyttelses organisationer, inklusiv ASPCA og The Humane Society of the United States (HSUS), pressede på en strengere lovgivning, hvilket har resulteret i, at hundekampe stadigvæk eksisterer, men er blevet vanskeligere at efterforske i USA.
I dag er hundekampe en stor virksomhed, hvor illegale kampe arrangeres for enorme pengebeløb. Politirazzia ved store arrangementer har resulteret i konfiskation af $ 500.000. Det er ikke usædvanligt, at en enkelt hundekamp kan indbringe $ 20.000 – 30.000. Fænomenet optræder også i Italien, hvor der omsættes for næsten 500 millioner dollar om året til den italienske mafia.

### Hundekampe i Danmark
I Danmark foregår der på tilsvarende vis hundekampe som i udlandet. For eksempel konstaterede det danske Politi organiserede hundekampe i år 2000. I år 2004 konstaterede politiet ulovlige hundekampe i Århus. I 2005 konstaterede politiet ulovlige hundekampe i Århus og Glostrup politikredse. Samme år udsendte TV2 en dokumentarisk udsendelse (Operation X) om, at der foregår arrangering af kampe mellem kamphunde i Danmark.
Hundekampe er forbudt ved lov i Danmark jævnfør Hundeloven § 6d, og strider mod dyreværnsloven § 1 omhandlende, at dyr skal behandles forsvarligt og beskyttes bedst muligt mod smerte, lidelse, angst, varigt men og væsentlig ulempe.

## Typer af hundekampe
Hundekampe kan inddeles i følgende fire kategorier af kampe:
Gadekampe (engelsk: Street fighters)
Gadekampe arrangeres ofte som uformelle foretagender ved gadehjørner, baggårde og forladte bygninger. Disse arrangementer er ofte i konflikt med lovgivning, manglende vaccination og basal pleje af hundene. Street fighters er hyppigt forbundet med bande aktiviteter. Hundekampene foregår primært med penge, narkotika eller ære som indsats. Der er ofte ingen forsøg på at pleje af kamphundenes skader og politiet støder hyppigt på døde eller dødende hunde efter hundekampe.
Hobbykampe (engelsk: Hobbyist fighters)
Hobbykampe er en betegnelse for hundekampe som arrangeres som underholdning og/eller for at supplere indkomsten. Hundeejerne har mere opmærksomhed på pleje af kamphundene. Hundekampene arrangeres over landegrænserne.
Professionelle hundekampe (engelsk: Professional Dogfighters)
Professionelle hundekampe har ofte et stort antal af hunde, ofte flere end 50. Der tjenes penge på parring af hundene, salg af hunde foruden selve hundekampene. Nogle gange ses avertering på internettet. Ikke succesfulde kamphunde bliver ofte skudt efter kampen eller bliver solgt til ” Street fighters”.
Professionelle/Gadekampe (engelsk: Professional/Street Dogfighters)
Professionelle/Gadekampe repræsenterer den fjerde kategori af hundekampe, som betragtes som den nyeste form for hundekampe. Denne kategori har karakter af sport og underholdning. 

## Lemlæstelse af hunde samt tyveri i forbindelse med hundekamp
For at forstærke skaderne på den anden hund under kampen, får hundene filet deres tænder. Desuden får nogle af kamphundene opereret deres øre og hale helt væk inden hundekampen, således at der er færre legemsdele at få fat i. Under hundekampen ses hundene med alle former for skader. Øjne rives ud, tungen rives ud, mund og hovedet deformeres, pels, muskler, sener og indvolde bides op. Knogler brækker, lemmer bides af eller død.
Det er ikke bevist at nogle af de stjålne hunde i Danmark, er blevet benyttet som "training bites" (trænings-godbidder), mens det er en kendt sag, at dette forhold foregår i udlandet.

## Manglende veterinæromsorg
Hundeejere som deltager med deres hunde i hundekampe prøver ofte på at undgå at tiltrække opmærksomhed til deres aktivitet ved at undgå brugen af dyrelæger. Dette gælder også brug af vaccinationer, medicin, operationer, etc. Hundeejerne har selv et lager af medicin, operationsudstyr og andet veterinært udstyr ved hånden med henblik på behandling af skader i forbindelse med hundekampene.

## Social status
På baggrund af et interview af 31 hundeejere i 2013, som har deltaget i 14 hundekampe i det sydlige USA, har Evans, Gauthier og Forsyth opstillet en teori om, hvad der tiltrækker nogle mænd til at arrangere hundekampe. I deres undersøgelse, diskuterede Evans et al. hundekampes tiltrækningskraft i form af maskulinitet og klasse ubevægelighed. I USA rummer maskulinitet ofte begreberne såsom styrke, aggression, konkurrence og stræben efter succes. Ved at stræbe efter disse egenskaber, kan mænd i denne subkultur opnå ære og status i hans omgangskreds. Erhverv inden for arbejderklassen, i modsætning erhverv inden for middel- og overklassen, giver begrænsede muligheder for at opnå social status i det amerikanske samfund, hvorfor nogle af arbejderklassens mænd kompenserer for den manglende sociale status ved at anskaffe kamphunde og arrangere hundekampe i bestræbelserne på at opnå maskulinitet, ære og status. Hypotesen blev understøttet af Evans et al. resultater. I undersøgelsen var størstedelen af de engagerede hundeejere fra arbejderklassen, mens middel- og overklassen var knap repræsenteret. Mænd fra middel-og overklassen har bedre muligheder for at udtrykke deres maskulinitet gennem deres erhverv, hvor hundekampe blot var en hobby for disse personer, mens hundekampe spiller en central rolle i livet for mændene i undersøgelsen, som tilhører arbejderklassen.

## Forbud af "kamphunde" i Danmark
Forbud af kamphunde, der blev vedtaget af Folketinget den 1. juli 2010, med senere stadfæstelse i 2013 og 1. juli 2014. omfatter nedenstående hunderacer.
Af kommentarerne til lovforslaget til hundeloven, år 2013, fremgår det, at nedenstående hunderacer i almindelighed bliver betegnet som kamp- og muskelhunde:
- Amerikansk pitbullterrier
- Tosa
- Amerikansk Staffordshire terrier
- Fila Brasileiro
- Dogo Argentino
- Amerikansk bulldog
- Boerboel

Dyrenes Beskyttelse udtalte i denne forbindelse, at organisationen bryder sig ikke om betegnelsen "kamphund", fordi betegnelse skærer alle hunde af en vis race over en kam. Dyrenes Beskyttelse anvender hellere betegnelsen farlige hunde, der kan defineres som alle hunde, der er farlige. En farlig hund er en potentiel skadevoldende hund, og kan i princippet tilhøre en hvilken som helst race.
Den Danske Dyrlægeforening (DDD) har udtalt om begrebet "kamphund", at udgangspunktet må være, hvad hunden er blevet brugt til. Derimod er nogle hunderacer genetisk avlet til kamp, hvilket medfører, at de automatisk falde ind under betegnelsen "kamphund".

### Internationale organisationer
- HSI Humane Society International (HSI) er en international dyrebeskyttelse organisation, der arbejder for beskyttelse af alle dyr.[30] HSI arbejder for at stoppe hundekampe over hele verden.[31]

### Nationale organisationer
Danmark
- Dyrenes Beskyttelse Arkiveret 23. september 2015 hos  Wayback Machine Dyrenes Beskyttelse arbejder blandt andet for, at sikre dyrs velfærd en høj beskyttelse i national og international lovgivning.[32] Dyrenes Beskyttelse tager herunder afstand fra hundekampe.[33]

USA
- ASPCA American Society for the Prevention of Cruelty to Animals) stiftet i 1866 med den tro, at dyr er berettiget til kærlig og respektfuld behandling i menneskets hænder, og må beskyttes under lovgivning.[34] ASPCA arbejder for at afskaffe de lovstridige hundekampe.[35]

Sydafrika
- NSPCA National Council of SPCA, stiftet 1955, er en statslig institution, der varetager dyrebeskyttelse i Sydafrika.[36] NSPCA arbejder på at standse de lovstridige hundekampe.[37]

Storbritannien
- FDAFB Families and Dogs against Fighting Breeds er en organisation dedikeret til at forhindre hundekampe og eliminere alle kamphunde-racer.[38]

### Øvrige eksterne henvisninger

#### Myndigheder
- Fødevarestyrelsen - Hundeloven. Arkiveret 25. maj 2014 hos  Wayback Machine
- Det Veterinære Sundhedsråd Arkiveret 29. oktober 2013 hos  Wayback Machine Det Veterinære Sundhedsråds udtalelse om arrangerede hundekampe.

#### Organisationer
- Den officielle hjemmeside for Dansk Muskelhunde Union. Arkiveret 9. september 2013 hos  Wayback Machine